# 마쓰다이라 다다요시 (히사마쓰 마쓰다이라가)
마쓰다이라 다다요시(일본어: 松平忠良, 1582년 ~ 1624년 7월 3일)는 아즈치모모야마 시대부터 에도 시대 전기까지의 무장, 다이묘이다. 시모사 세키야도 번 제2대 번주, 미노 오가키번 초대 번주를 지냈다.
마쓰다이라 야스모토의 장남으로 미카와국에서 태어났다. 유키 히데야스, 도쿠가와 히데타다, 그리고 고산케 삼형제(요시나오, 요리노부, 요리후사) 등과는 사촌간이다.
| 전임 마쓰다이라 야스모토 | 제2대 세키야도 번 번주 (히사마쓰 마쓰다이라가) 1603년 ~ 1616년 | 후임 마쓰다이라 시게카쓰 |

| 전임 이시카와 다다후사 | 제1대 오가키번 번주 (히사마쓰 마쓰다이라가) 1616년 ~ 1624년 | 후임 마쓰다이라 노리나가 |